# Mordellistena quadrinotata
Mordellistena quadrinotata är en skalbaggsart som beskrevs av Liljeblad 1921. Mordellistena quadrinotata ingår i släktet Mordellistena och familjen tornbaggar. Inga underarter finns listade i Catalogue of Life.